# Bathyphantes pogonias
Bathyphantes pogonias är en spindelart som beskrevs av Kulczynski 1885. Bathyphantes pogonias ingår i släktet Bathyphantes och familjen täckvävarspindlar. Inga underarter finns listade.